# Скора Марія Миколаївна
Марі́я Микола́ївна Ско́ра (* 1996) — українська дзюдоїстка; чемпіонка України.

## Життєпис
Народилась 1996 року в Новомиколаївці Запорізького району Запорізької області. Почала займатися дзюдо. Тренер — Месаблішвілі Нузгар Ревазович.
2016 року в Празі на Кубку Європи серед юніорів до 21 року здобула бронзову нагороду.
2017 року виграла Кубок Європи в Братиславі.
Здобула бронзові медалі:
- на Чемпіонаті Європи з дзюдо серед змішаних команд 2018 року,
- на Гран-прі в Анталії-2019,
- на Всесвітніх іграх військових в Ухані 2019 року з дзюдо.

2020 виграла чемпіонат України з дзюдо у ваговій категорії 57 кг.